# Antoni Queralt i Teixido
Antoni Queralt i Teixido (Vinaròs, Baix Maestrat, 15 de juny de 1918 - Sant Cugat del Vallès, Vallès Occidental, 2013) va ser un religiós, jesuïta i professor universitari valencià.
Després d'ingressar a la Companyia de Jesús el 23 de novembre de 1937, i doctorar-se per la Pontifícia Universitat Gregoriana de Roma, començà el seu magisteri a la Facultat Sant Francesc de Borja de Sant Cugat del Vallès, arribant a convertir-se, més endavant, en el seu rector, quan en aquell moment era anomenat Col·legi Màxim dels Jesuïtes de la Província d'Aragó. L'any 1967 fou destinat novament a la Universitat Gregoriana per tal d'exercir de Secretari General d'aquesta, càrrec en el qual es mantingué fins a la seva jubilació en 1989, després d'haver estat professor a la Facultat de Teologia i, també a l'Institut d'Espiritualitat, director de tesis de doctorat i superior religiós de la comunitat de jesuïtes de la Universitat, que aleshores estava constituïda per cent vint membres. El 2013 va morir a Sant Cugat del Vallès, amb noranta-cinc anys, a la mateixa casa, al peu de Collserola, on començà el seu magisteri, ara convertida en residència de jesuïtes i anomenada "Centre Borja".